# Till Fjälls
Till Fjälls è il primo album in studio registrato dalla band svedese progressive-folk metal Vintersorg. È stato pubblicato nel 1998 dalla Napalm Records.

## Tracce
1. Rundans – 1:30
2. För Kung och Fosterland – 3:47
3. Vildmarkens Förtrollande Stämmor – 4:09
4. Till Fjälls – 6:42
5. Urberget, Äldst av Troner – 5:03
6. Hednad i Ulvermånens Tecken – 2:23
7. Jökeln – 3:26
8. Isjungfrun – 4:43
9. Asatider – 3:55
10. Fångad Utav Nordens Själ – 4:30

## Crediti
- Vintersorg  - voce, chitarra, basso elettrico

### Altri musicisti
- Vargher - tastiere, programmazione
- Andreas Frank - chitarra in "För Kung Och Fosterland" e "Asatider"
- Cia Hedmark -  voce in "Isjungfrun" e "Fångad Utav Nordens Själ"
- Nisse Johansson - tastiere